# Георги Ценков
Георги Пенков Ценков  е български металург и политик от БКП.

## Биография
Роден е на 15 август 1923 г. в софийското село Голема Раковица. Започва да работи като леяр в металолеярната „Вулкан“. ОТ 1940 г. е член на РМС, а от 1947 г. и на БКП. След 9 септември 1944 г. продължава да работи като леяр и е един от основателите на кооперация „Метлеяр“. От 1947 до 1949 г. е леяр в ДИП „Електрометал“ в София, а след това започва работа на новостроящия се тогава Държавен металургичен завод „Ленин“ в Перник. Заминава за СССР, където изучава мартеновото производство и се завръща като майстор стомановар. През 1953 г. взема участие в пускането на първа и втора мартенова пещ на завода. От 1953 до 1957 г. е майстор на смяна на мартеновия цех. След това работи отново в ДИП „Електрометал“ и накрая в Кремиковци. С указ № 856 от 4 ноември 1958 г. е обявен за герой на социалистическия труд за увеличаване с 50 на сто на добива на електростомана от пещите на Кремиковци. От 25 април 1971 до 4 април 1981 г. е кандидат-член на ЦК на БКП. Носител е на „Орден на труда“ – златен орден (1965), „Народна република България“ II ст. (1981), орден „Народна свобода 1941 – 1944 г.“ II ст. (1972), орден „9 септември 1944 г.“ I ст. (1977). Умира на 24 октомври 2008 г. в София.